# نيناد سيميتش
نيناد سيميتش هو لاعب كرة قدم صربي في مركز الوسط، ولد في 16 مايو 1984 في صربيا. لعب مع شوماديا أرانجيلوفاتش ‏.